# Муравлинка
Муравли́нка —  село в Україні, у Берестинському районі Харківської області. Населення становить 193 осіб. Орган місцевого самоврядування — Старовірівська сільська рада.

## Географія
Село Муравлинка знаходиться між річками Берестова і Берестовенька в балці Гусєва по якій протікає пересихаючий струмок з загати. Через село проходить автомобільна дорога Т 2118.

## Економіка
- Зерносховище комірного типу ПрАТ «Насіннєве».
- Тваринницька ферма ПрАТ «Насіннєве».

## Об'єкти соціальної сфери
- Фельдшерсько-акушерський пункт.
- Магазин.
- Клуб.

## Пам'ятки
- Фортеця Св. Парасковії.
- Вал Української оборонної лінії.